# Distretto di Włoszczowa
Il distretto di Włoszczowa (in polacco powiat włoszczowski) è un distretto polacco appartenente al voivodato della Santacroce.

## Geografia antropica

### Suddivisioni amministrative
Il distretto comprende 6 comuni.
- Comuni urbano-rurali: Włoszczowa
- Comuni rurali: Kluczewsko, Krasocin, Moskorzew, Radków, Secemin